# 鳴丘
鳴丘（なるおか）は、愛知県名古屋市緑区の町名。現行行政地名は鳴丘一丁目から鳴丘三丁目。住居表示未実施。

## 地理
名古屋市緑区の北東部に位置し、東は乗鞍、南は細口、南東は小坂、北東は神沢に接する。

## 歴史

### 町名の由来
鳴海町の一部より成立し、当地周辺が丘陵地であることに由来する。

### 沿革
- 1981年（昭和56年）5月17日 - 緑区鳴海町の一部より、同区鳴丘一丁目および二丁目が成立[1]。
- 1982年（昭和57年）5月15日 - 鳴海町の一部を一丁目へ編入[1]。
- 1993年（平成5年）8月7日 - 鳴海町の一部より、鳴丘三丁目が成立[8]。

## 世帯数と人口
2019年（平成31年）3月1日現在の世帯数と人口は以下の通りである。
| 丁目       | 世帯数    | 人口    |
| ---------- | --------- | ------- |
| 鳴丘一丁目 | 847世帯   | 2,120人 |
| 鳴丘二丁目 | 586世帯   | 1,486人 |
| 鳴丘三丁目 | 209世帯   | 575人   |
| 計         | 1,642世帯 | 4,181人 |

### 人口の変遷
国勢調査による人口の推移
| 1995年（平成7年）  | 3,471人 | [ 9 ]  |  |
| 2000年（平成12年） | 3,691人 | [ 10 ] |  |
| 2005年（平成17年） | 3,719人 | [ 11 ] |  |
| 2010年（平成22年） | 3,800人 | [ 12 ] |  |
| 2015年（平成27年） | 3,990人 | [ 13 ] |  |

## 学区
市立小・中学校に通う場合、学校等は以下の通りとなる。また、公立高等学校に通う場合の学区は以下の通りとなる。なお、小学校は学校選択制度を導入しておらず、番毎で各学校に指定されている。
| 丁目       | 小学校                                        | 中学校               | 高等学校 |
| ---------- | --------------------------------------------- | -------------------- | -------- |
| 鳴丘一丁目 | 名古屋市立常安小学校                          | 名古屋市立扇台中学校 | 尾張学区 |
| 鳴丘二丁目 | 名古屋市立常安小学校 名古屋市立鳴海東部小学校 | 名古屋市立扇台中学校 | 尾張学区 |
| 鳴丘三丁目 | 名古屋市立鳴海東部小学校                      | 名古屋市立扇台中学校 | 尾張学区 |

## 施設
- 本源院

## 交通
- 国道302号（名古屋環状2号線）

## その他

### 日本郵便
- 郵便番号 : 458-0005[4]（集配局：緑郵便局[16]）。